# Marotoko
Marotoko est une commune rurale malgache située dans la région de Vatovavy.